# Étudiants japonais au Royaume-Uni
Les premiers étudiants japonais au Royaume-Uni arrivent au XIXe siècle, envoyés étudier à l'University College de Londres par les domaines de Chōshū et de Satsuma, puis par le shogunat Tokugawa. Beaucoup étudient plus tard à l'université de Cambridge et un plus petit nombre à l'université d'Oxford jusqu'à la fin de l'ère Meiji (1868-1912). La raison de leur envoi était pour le Japon de rattraper l'Occident en se modernisant. Depuis les années 1980, beaucoup d'étudiants japonais séjournent au Royaume-Uni grâce à la baisse des coûts des trajets en avion.

## Lescinq de Chōshū(1863)

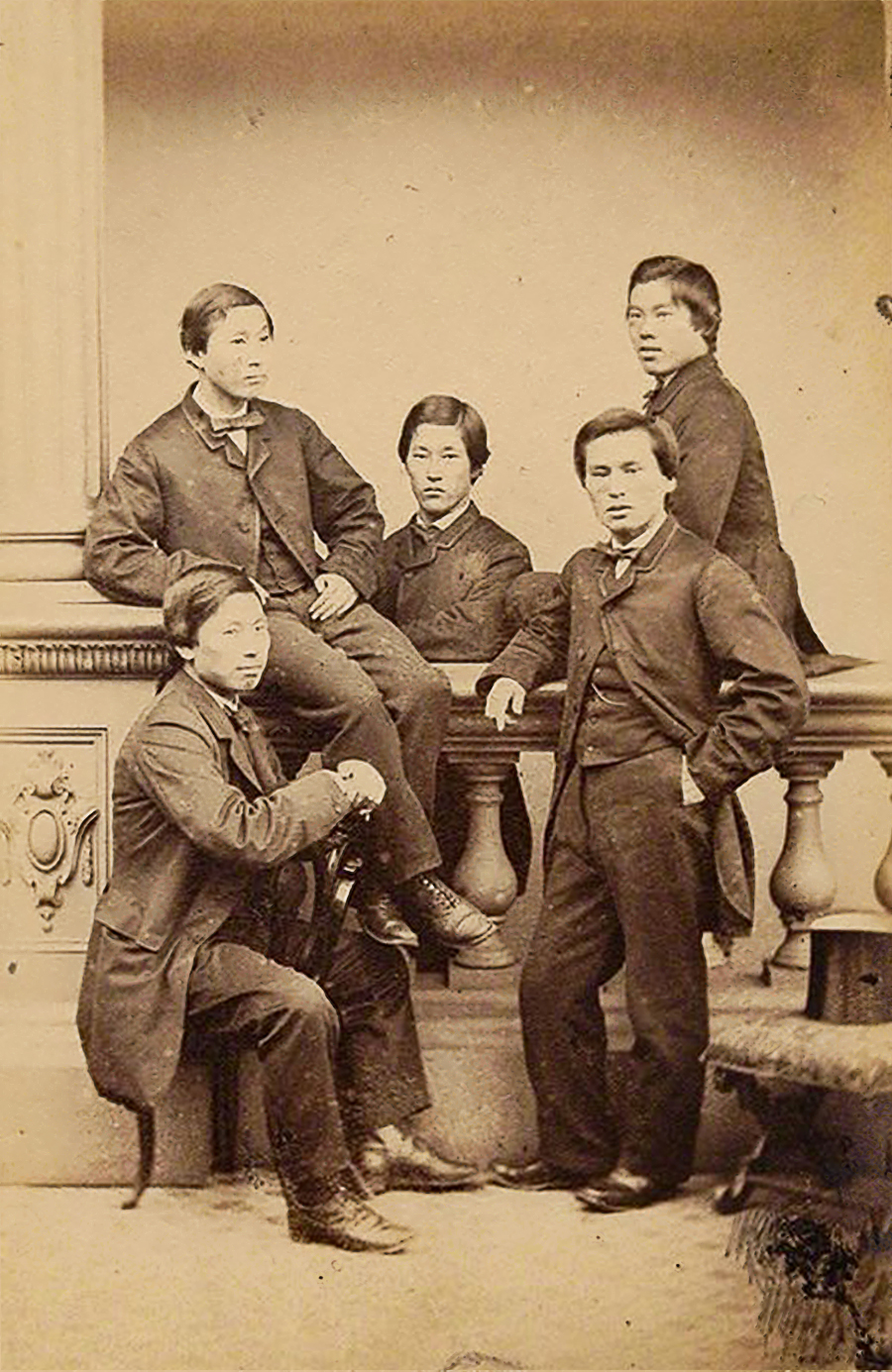
Les cinq de Chōshū à Londres en 1863.

À l'University College de Londres auprès du professeur Alexander William Williamson
- Itō Shunsuke (plus tard nommé Itō Hirobumi)
- Inoue Monta (plus tard nommé Inoue Kaoru)
- Nomura Yakichi (plus tard nommé Inoue Masaru)
- Endō Kinsuke
- Yamao Yōzō

## Étudiants de Satsuma (1865)
Un groupe de 15 étudiants de Satsuma, un de Tosa, un de Nagasaki et deux superviseurs (metsuke) étudie également à l'University College.
- Mori Arinori
- Godai Tomoatsu
- Terashima Munenori
- Sameshima Naonobu
- Nagasawa Kanae
- Yoshida Kiyonari
- Nomura Fumio
- Ishimaru Torogoro
- Mawatari Hachiro

et d'autres

## Étudiants du shogunat (1866)
Superviseurs: 
- Kawaji Taro
- Nakamura Keisuke

Étudiants : (12) 
- Naruse Jogoro
- Toyama Sutehachi,
- Mitsukuri Keigo
- Fukuzawa Einosuke (aucun lien de famille avec Fukuzawa Yukichi)
- Hayashi Tozaburo (plus tard nommé Hayashi Tadasu)
- Ito Shonosuke
- Okukawa Ichiro
- Yasui Shinpachiro
- Mitsukuri Dairoku (plus tard nommé Kikuchi Dairoku)
- Ichikawa Morisaburo
- Sugi Tokujiro
- Iwasa Genji

## Étudiants de l'ère Meiji

### Université de Cambridge
- Kikuchi Dairoku
- Suematsu Kenchō
- Inagaki Manjirō
- Kishichirō Ōkura
- Tanaka Ginnosuke

### Université d'Oxford
- Hachisuka Mochiaki
- Nanjo Bunyu - professeur de sanskrit à l'université impériale de Tokyo
- Takakusu Junjiro

### Formateur de la marine
- Tōgō Heihachirō

### Autre
- Takamine Jōkichi

## Après la Seconde Guerre mondiale
- Katsuhiko Oku (en), Oxford
- Hisashi Owada, Cambridge
- Hirotaro Yoshikawa, Birmingham